# Friedrich Adler (Politiker)

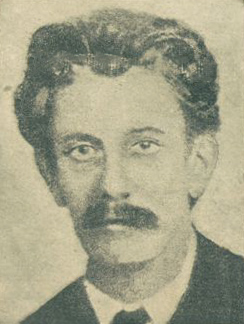
Friedrich Adler (etwa 1917)

Friedrich Wolfgang Adler (* 9. Juli 1879 in Wien; † 2. Jänner 1960 in Zürich) war ein Politiker in der österreichischen Sozialdemokratischen Arbeiterpartei (SDAP) und Naturwissenschafter. 1916 erschoss er aus Protest gegen die Politik der Regierung im Ersten Weltkrieg den österreichischen Ministerpräsidenten Karl Stürgkh, wurde dafür zum Tode verurteilt, von Kaiser Karl I. zu 18 Jahren Kerker begnadigt und 1918 amnestiert. Er war 1918 und 1919 wesentlich an der Niederschlagung kommunistischer Putschversuche beteiligt. Von 1923 bis 1940 als (General-)Sekretär der Sozialistischen Arbeiterinternationale tätig, prägte er von 1938 bis 1945 entscheidend die politische Ausrichtung der Exilorganisation der österreichischen Sozialisten (AVOES). Seine deutschnationale Einstellung machte ihn nach 1945 zur politischen Unperson.

## Leben

### Studium, Lehre und erste Kriegsjahre (1897–1916)
Friedrich Adler zeigte als Sohn des Gründers und Vorsitzenden der österreichischen Sozialdemokratischen Arbeiterpartei (SDAP) Victor Adler bereits in jungen Jahren großes Interesse an der Politik. Seine Mutter Emma Adler war Sozialistin und Schwester der reichsdeutschen Sozialdemokraten Heinrich Braun und Adolf Braun. Aufgrund seiner labilen Gesundheit und seiner Neigung zu Fanatismus wollte ihn jedoch sein Vater von politischen Aktivitäten fernhalten und überredete ihn, nach dem Abitur ein Studium in der Schweiz zu absolvieren. Friedrich ging nach Zürich, erwarb dort 1897 ein Diplom als Fachlehrer für Mathematik und Physik und wurde 1902 zum Dr. phil. promoviert. Im Jahr 1909 bewarb er sich gleichzeitig mit Albert Einstein, dem er seit seiner Studienzeit freundschaftlich verbunden war, um die neu geschaffene Stelle eines Extraordinarius für theoretische Physik, verzichtete dann jedoch zu Einsteins Gunsten. Der Verzicht beruhte vor allem auf seinem verstärkten Engagement in der lokalen Arbeiterbewegung. 1897 wurde er Mitglied im Verband der österreichischen Sozialdemokratie in der Schweiz, 1898 Mitarbeiter der schweizerischen Zeitung Volksrecht, für die er von 1910 bis 1911 als Chefredakteur tätig war. 1901 übernahm er überdies eine Vorstandsfunktion im Verband der Internationalen Arbeitervereine in der Schweiz. Als Einstein im Jahr 1911 an die Universität Prag wechselte, wünschte er sich Adler als Nachfolger. Doch der hatte sich nun endgültig für eine politische Laufbahn entschieden. Er kehrte 1911 nach Wien zurück, wo er neben Otto Bauer als einer der vier Parteisekretäre der SDAP vor allem als Redakteur der programmatischen Monatsschrift Der Kampf arbeitete. Er vertrat dort einen prononciert internationalistischen und pazifistischen Kurs, für den er zunächst kaum Mitstreiter fand. Um so größere Hoffnungen setzte er auf die im Jahr 1889 konstituierte Zweite Internationale, die sich angesichts der Spannungen auf dem Balkan strikt gegen die kriegerische Austragung von Konflikten und für einen Widerstand gegen jede Kriegspolitik des entsprechenden Landes ausgesprochen und entsprechende Resolutionen gefasst hatte.
Der Kriegsausbruch brachte Friedrich Adler zwei bittere Enttäuschungen: Die friedenssichernden Beschlüsse der Zweiten Internationalen wurden fast nirgends umgesetzt, das nationale Interesse überwog bei fast allen Mitgliedern der Internationale. Die zweite Enttäuschung war die Haltung der eigenen Partei. Sie trug nicht nur die Maßnahmen der Regierung mit, sondern unterstützte diese im Kampf gegen das „reaktionäre Zarenregime“. Als am 22. Oktober 1914 im Parteiorgan Arbeiter-Zeitung ein besonders martialisch-patriotischer Artikel des Chefredakteurs Friedrich Austerlitz erschien, war für Adler das Maß voll. Er griff nun in seinen Blättern nicht nur den mit Notverordnungen regierenden Ministerpräsidenten Stürgkh, sondern auch die eigene Parteiführung, und damit auch seinen Vater an. Seine Isolation wuchs. Nachdem er am 20. Oktober 1916 in einer Ansprache eine besonders scharfe Attacke gegen die Parteiführung gerichtet hatte, schien seine Isolation komplett. Einen Tag später griff er zur Waffe.

### Attentat und Folgen (1916–1918)
Am 21. Oktober 1916 erschoss Friedrich Adler den österreichischen Ministerpräsidenten Karl Stürgkh im Speisesaal des Wiener Hotels Meissl & Schadn am Hohen Markt. In der Arbeiter-Zeitung bezeichnete Friedrich Austerlitz die Tat zunächst als „der ganzen sozialistischen Ideenwelt fremd und unbegreiflich“. Adler sei ein Mensch, „der einem Wahne folgt“ und sich in einer „unseligen Tat […] im Fanatismus der Selbstzerstörung […] selbst dahin gibt und grausam vernichtet, was noch ein reiches Blühen versprach.“
Den Mordprozess, in dem Adler von Gustav Harpner vertreten wurde, instrumentalisierte Adler als Bühne für eine Abrechnung mit der eigenen Partei. Er beklagte, dass dort bereits der „bürokratische Apparat die Oberhand über die Zukunftsinteressen des Proletariats gewonnen“ habe. Sein Zorn richtete sich vor allem gegen den reformistischen Karl Renner, dem er „biedere Verlogenheit“, „Prinzipienlosigkeit“ und „Gaukelei“ vorwarf. Unter Leuten wie ihm sei die Partei immer mehr „verchristlichsozialisiert, nationalisiert und verkleinbürgerlicht.“ Sie habe sich dadurch immer mehr zu einer „konterrevolutionären Instanz“ entwickelt, die den Grundsätzen der 2. Internationalen längst untreu geworden sei. Er habe die Parteiführung mehrfach vor dieser Entwicklung gewarnt; man habe ihn jedoch nicht ernst genommen. Er sei dadurch zur Überzeugung gelangt, dass nur eine aufrüttelnde Tat das dringend erforderliche generelle Umdenken einleiten könne. Diese Tat habe er nun gesetzt. Es sei ein Attentat „gegen die österreichische Moral“, zweitens ein „Bekenntnis zur Gewalt“ eines Sozialisten, der auf der Basis des Massenkampfes stehe, der nach den sozialistischen Grundsätzen „mit allen zweckdienlichen Mitteln“ zu führen sei. Seine Tat erhalte durch den im Lande vorherrschenden Absolutismus ihre Legitimität. Sie solle weder den Massenkampf ersetzen noch ihn auslösen, sondern lediglich die „psychologischen Voraussetzungen künftiger Massenaktionen“ in Österreich schaffen.
Adler wurde zum Tode verurteilt. Nach dem Prozess textete Austerlitz in der Arbeiter-Zeitung bereits anders als nach der Tat. Er machte Adler zwar nicht zum Märtyrer der Bewegung, aber immerhin zum „Märtyrer seiner Überzeugung“, der sich „in aufrechter Tapferkeit“ eingesetzt habe, um „der Sozialdemokratie zu dienen, um der Idee zu dienen, der sich sein Geist, sein Wille, seine Arbeitskraft für ewig verbunden hat.“
Adler wurde bald danach von Kaiser Karl zu 18 Jahren Haft begnadigt und von demselben im Zuge einer seiner letzten Amtshandlungen im Jahr 1918 aus der Haft entlassen. Die Amnestierung wurde Friedrich Adler am Abend des 9. November 1918 von der Gefängnisdirektion in Krems-Stein mitgeteilt. Da um diese Uhrzeit keine Züge mehr nach Wien verkehrten, verbrachte Adler noch eine Nacht in der Strafanstalt und nahm am 10. November 1918 den Frühzug um 6:34 Uhr nach Wien, wo er von seinem Bruder Karl und seinem Vater Victor am Franz-Josefs-Bahnhof erwartet wurde.
Nimmt man die Personalentscheidungen als Maßstab, die am Parteitag 1917 getroffen wurden, so folgten die Parteifunktionäre Friedrich Adlers Botschaft nicht. Man bestätigte nicht nur den alten Vorstand im Amt, sondern berief mit Karl Renner gerade einen von Adler besonders heftig angegriffenen Funktionär in den Vorstand. Doch abgesehen davon waren die Auswirkungen der Schüsse Adlers unverkennbar. Von der Tat und dem Unmut der darbenden, kriegsmüden Bevölkerung beflügelt, hatte man bereits vor dem Parteitag die Weichen vom Sozialpatriotismus zu Zentrismus und Sozialpazifismus gestellt.

### Volksheld und die Revolutionsoption (1918–1919)
Der amnestierte Friedrich Adler wurde als Volksheld nicht nur von der eigenen Partei, sondern auch von den Kommunisten umworben, die ihm zweimal vergeblich die Parteiführung antrugen. Adler blieb der Sozialdemokratie treu und bekam mit der Führung der Arbeiterräte eine Schlüsselfunktion übertragen. Am 12. November 1918 scheiterte der erste Versuch der Kommunisten, die Macht an sich zu reißen. Die Lage blieb jedoch explosiv, da sich nun auch das kommunistische Ungarn unter Béla Kun in das Geschehen einbrachte. Am 12. Juni 1919 wurden Friedrich Adler die Pläne für einen weiteren kommunistischen Putschversuch unter Führung von Vertretern der Dritten Internationalen zugespielt. Am Folgetag legte er diese Pläne bei der Konferenz der Arbeiterräte auf den Tisch. Sein leidenschaftlicher Appell, diese Aktion nicht zu unterstützen, wurde verstanden, der Putschversuch im Keim erstickt. Nicht ohne Berechtigung stellte Otto Bauer, stellvertretender Parteivorsitzender und Chefideologe der SDAP, später fest, dass die „zielbewusste Führung Friedrich Adlers in den Arbeiterräten, Julius Deutsch und seines Freundeskreises in den Soldatenräten … den Kampf entschieden haben.“

### Internationalist (1920–1940)
Am 11. November 1918 starb Victor Adler, am nächsten Tag wurde die Republik Deutschösterreich ausgerufen, drei Tage später wurde die Parteiführung an Karl Seitz übertragen, der eher dem pragmatischen Parteiflügel zuzuordnen war. Die eigentliche Führung der Partei übernahm jedoch der stellvertretende Parteivorsitzende und Chefideologe Otto Bauer. Die SDAP ging nun in eine Koalition mit den stimmenschwächeren Christlichsozialen, er selbst übernahm das Außenressort, trat aber einige Monate später zurück, als der ersehnte Anschluss an das sozialistische Deutschland am Veto der Siegermächte scheiterte. Bauers nächster Plan war die Umsetzung der Idee vom „Integralen Sozialismus“, auch „Dritter Weg“ genannt. Es war dies der Versuch, die in die (sozialdemokratisch-reformistische) 2. Internationale und die am 4. März 1919 gegründete (kommunistische) 3. Internationale gespaltene Arbeiterbewegung wieder zusammenzuführen. Diesem Zweck sollte die Internationale Arbeitsgemeinschaft Sozialistischer Parteien (von der Dritten Internationale als 2 1/2 Internationale verhöhnt) dienen. Sie sollte die Reformisten zum Übergang in den „revolutionären Kampf“ bewegen und das Sowjetregime zum friedlichen Abbau der inneren Diktatur anregen, die durch eine „soziale Demokratie zu ersetzen“ sei. Adler war ebenso wie Otto Bauer von der Notwendigkeit und Sinnhaftigkeit dieser Initiative zutiefst überzeugt und führte auch den Vorsitz dieser Arbeitsgemeinschaft. Die erste Konferenz unter Anwesenheit von Vertretern aller drei Gruppierungen, die am 2. April 1922 in Berlin begann, zeigte jedoch klar die Unvereinbarkeit der Standpunkte auf. Die Arbeitsgemeinschaft kehrte daraufhin in den Schoß der 2. Internationalen zurück, die am 21. März 1923 in Hamburg zusammentrat und die Sozialistische Arbeiterinternationale gründete. Friedrich Adler und Thomas Shaw wurden zu Generalsekretären gewählt, doch bald war es Adler allein, der bis 1940 die Fäden dieser Organisation zog. Dazu Braunthal, selbst zeitweilig Mitarbeiter Adlers bei der „Arbeitsgemeinschaft“:

„Er war aber der Kopf der Internationale. Er steuerte ihre Politik in den zahllosen Kommissionssitzungen, die in den Perioden zwischen den Kongressen über seine Anregung zusammentraten, und in den Sitzungen des Büros und der Kongresse, deren Beratungen und Beschlüsse er durch Memoranden vorbereitete. Er stellte durch die Vorschläge der Tagesordnung der Konferenzen die Probleme im Einklang mit seiner Politik zur Debatte und beeinflusste durch die Wahl der Referenten die politische Linie ihrer Behandlung.“

Doch die Umstände waren stärker. Die Internationale trat im Jahr von Hitlers Machtübernahme das letzte Mal zusammen, mit Hitlers Expansion begann der Niedergang der europäischen Arbeiterbewegung. 1940 sah sich auch Friedrich Adler zur Räumung seines Sekretariates und zur Flucht in die USA genötigt. In den Jahren davor hatte Adler seinen Einfluss immer wieder zugunsten des deutschen Widerstands gegen den Nationalsozialismus geltend gemacht und versucht, auf Konflikte innerhalb der deutschen Sozialdemokratie moderierend einzuwirken. So verhalf er unter anderem dem Hilfsfonds der Widerstandsgruppe Roter Stoßtrupp zu Unterstützungszahlungen und versuchte mit mäßigem Erfolg, zwischen dieser und anderen linkssozialistischen Gruppen sowie der Parteileitung der SPD (Sopade) im Prager Exil zu vermitteln.

### Informeller Führer des Sozialdemokratischen Exils (1938–1945)
Im März des Jahres 1938 marschierten deutsche Truppen in Österreich ein, das Land wurde „angeschlossen“. Der Vorsitzende der unter Dollfuß und Schuschnigg illegalen „Revolutionären Sozialisten Österreichs“, Joseph Buttinger, floh mit einer kleinen Schar Anhänger ins Ausland. Er ließ die als konspirative Kaderpartei organisierte Partei mit einem Stillhaltebefehl und ohne weitere Weisungen zurück, weil er überzeugt war, dass seine Organisation bereits kompromittiert und nicht mehr arbeitsfähig war. Buttinger traf sich in den letzten Märztagen mit Otto Bauer und Friedrich Adler in Brüssel. Man wurde sich einig, das Auslandsbüro der österreichischen Sozialdemokraten (ALÖS) mit dem Führungsgremium der Revolutionären Sozialisten Österreichs zur „Auslandsvertretung der österreichischen Sozialisten (AVOES)“ zusammenzulegen. Die konstituierende Sitzung der AVOES fand vom 1. bis 2. April 1938 unter Führung von Joseph Buttinger statt. An ihr nahmen neben Buttinger, Friedrich Adler und Otto Bauer die sozialdemokratischen Funktionäre Otto Leichter, Oscar Pollak, Josef Podlipnig, Karl Hans Sailer und Manfred Ackermann teil. In dieser Sitzung wurden die Statuten und Ziele der Exilarbeit der Organisation festgelegt und einstimmig beschlossen. Die Grundzüge wurden als Brüssler Deklaration (auch Brüssler Manifest oder Brüssler Beschluss genannt) publiziert (Details siehe dort).
Im Manifest wurde die politische Abschirmung einer gesamtdeutschen Revolution nach Hitler zum primären politischen Ziel der Exilarbeit erklärt. Um den revolutionären Kräften vor Ort die Handlungsfreiheit zu wahren, sollte sich das sozialistische Exil in kein Abhängigkeitsverhältnis mit anderen österreichischen Exilorganisationen und auch nicht mit Gastländern begeben.
Dieses Brüssler Manifest blieb gemeinsam mit der wenige Monate später erlassenen „Kriegsdeklaration“, „Die politische Stellung und die Tätigkeit der Auslandsvertretung während der Zeit der akuten Kriegsgefahr“ (publiziert in der „RS-Korrespondenz“ Nr. 5 vom 2. November 1938) die Richtschnur für die Exilarbeit bis 1945. Es war ein Programm, welches das sozialistische Exil zur weitgehenden politischen Untätigkeit verurteilte. Die Aktivitäten beschränkten sich vorwiegend auf die Verhinderung repräsentativer Organisationen zur Vertretung gesamtösterreichischer Interessen. Dieses Verhalten stieß insbesondere nach Kriegsbeginn auf wachsendes Unverständnis der Gastländer sowie des übrigen österreichischen Exils und wurde auch von vielen der Partei nahestehenden Exilanten kritisiert. Auch manchen AVOES-Mitgliedern wurde das selbst auferlegte Korsett des Manifestes zu eng. Die Spannungen eskalierten, als der selbstbewusste, zum spanischen General ernannte, international renommierte Julius Deutsch aus Spanien zurückkehrte und eine angemessene Funktion in der AVOES einforderte, die ihm Buttinger aber nicht einräumen wollte.
Nach Bauers Tod 1938 konnte sich Buttinger meist nur mehr mit Hilfe Friedrich Adlers durchsetzen, was diesen zum Schiedsrichter und endgültig zum informellen Führer der AVOES werden ließ. Der deutsche Westfeldzug zwang die AVOES-Funktionäre zur Flucht von Paris nach Südfrankreich und ins Exil nach Übersee. Mit Hilfe Buttingers, dessen Frau Muriel eine einflussreiche, vermögende Amerikanerin war, konnten Friedrich Adler und die Masse der AVOES-Mitglieder nach New York gelangen. Lediglich Oscar Pollak und Karl Czernetz landeten in London, das nach dem Fall von Paris zum Zentrum des österreichischen Exils geworden war, und errichteten dort das London Büro als offizielle Zweigstelle der AVOES. Mit diesem Büro griffen sie im Sinne des Brüssler Manifestes immer wieder ins Exilgeschehen ein. Die Verhinderung der Bildung einer repräsentativen österreichischen Auslandsvertretung wurde aber selbst von den sozialdemokratischen Emigranten mehrheitlich negativ rezipiert und führte zum Exodus von zwei Dritteln der Mitglieder des dem Büro angeschlossenen sozialistischen Clubs.
Vom Schicksal der europäischen Arbeiterbewegung tief betroffen und vom Dauerstreit gezeichnet, verließen Buttinger und Hubeny gegen Jahresende 1941 die AVOES. Podlipnig hatte bereits seit dem Eintreffen in den USA an keinen Sitzungen mehr teilgenommen. Auch Adler wollte nun die AVOES nicht mehr weiterführen, wurde aber überredet, zumindest der Gründung einer Organisation zur Interessenvertretung der in den USA tätigen Sozialisten zuzustimmen. Diesen Forderungen konnte sich Adler nach dem 7. Dezember 1941, dem Tag des japanischen Überfalls auf den US-Flottenstützpunkt Pearl Harbor, nicht mehr entziehen, zumal die bald danach erfolgte deutsche Kriegserklärung an die USA die Situation des deutschsprachigen Exils drastisch verändert hatte. Es kam daher im Frühjahr 1942 zur Gründung des Austrian Labor Committees (ALC), das von Adler die annähernd gleichen Statuten wie die AVOES erhielt. In den Statuten des ALC sind daher erneut folgende Ziele enthalten:

„die Freiheit der Entscheidung des österreichischen Volkes über sein Schicksal, die nach dem Sturz Hitlers getroffen werden muss, sicher zu stellen… Das ALC sieht in der sozialistischen Neugestaltung Europas das Hauptziel. Die Arbeiterklasse in Österreich hat nach der Überzeugung des ALC keine ‚nationale Revolution‘ zu vollbringen, sondern alle Kräfte auf die soziale Revolution, die dem Krieg folgen wird, zu konzentrieren.“

### Im Abseits (1944–1960)
Nachdem das ALC daran mitgewirkt hatte, die Formierung eines österreichischen Kampf-Bataillons unter US-Flagge zu verhindern, und auch der Versuch torpediert worden war, in den USA eine Exilregierung unter Hans Rott und Willibald Plöchl zu etablieren, zog sich Adler immer mehr aus der Arbeit des Komitees zurück. Er meldete sich erst wieder zu Wort, als am 31. Oktober 1943 in der Moskauer Deklaration der Entschluss der Alliierten bekannt gegeben wurde, Österreich als einen freien und unabhängigen Staat wieder zu errichten. Während das übrige Exil dieses Memorandum begeistert begrüßte und als Erfolg seiner Arbeit darzustellen versuchte, sah sich Friedrich Adler vor den Trümmern seiner Exilpolitik, seines Strebens nach Selbstbestimmung der Österreicher, und kritisierte in der Austrian Labor Information (A.L.I.), dem Mitteilungsblatt des ALC, das Memorandum, weil es „dem Geist des Diktates und nicht der Anerkennung der Gleichberechtigung der Völker“ entspreche und helfe, eine irreführende „Legende vom glücklichen Österreich“ aufzubauen. Die internationale Reaktion war heftig und sorgte auch in den eigenen Reihen für Unverständnis und Unmut. Adler plante nun einen spektakulären Austritt aus dem ALC, der ihm jedoch sowohl von Jacques Hannak als auch von Wilhelm Ellenbogen und Otto Leichter ausgeredet wurde. Dennoch legte er die Leitung des ALC nieder, die nun Leichter übernahm. Adler wurde aber gebeten, weiter an den Sitzungen teilzunehmen, was zu einer Situation führte, die Leichter in einem Brief an Wilhelm Ellenbogen wie folgt beschrieb:

„Die Lage ist jetzt so, dass das ALC im Zeichen einer Dauerdemission des Genossen Adlers steht…welche… zu Beginn jeder Sitzung durch einen neuen Brief neu in Kraft gesetzt wird, um dann, wenn der jeweilige Standpunkt des Genossen Adlers akzeptiert wurde, am Schluss der Sitzung in die einfache Dauer-Demission zurückversetzt zu werden. Die Konsequenz ist, dass in jeder Frage der Wille des Genossen Adlers, ob sonst eine Mehrheit vorhanden ist oder nicht, entscheidet. Dazu sind keine Sitzungen des ALC mehr notwendig. Man könnte sich schriftlich mit Vorschlägen an den Genossen Adler wenden, er würde entscheiden, da nach den geschilderten Mechanismen alles zu geschehen hat, was er will…“

Dieser Brief illustriert die Tatsache, dass es auch nach der Demission Adlers zu keiner Änderung der Exilpolitik kommen konnte.
Nach dem Krieg sah sich die neue SPÖ mit dem Vorwurf der KPÖ konfrontiert, sie habe durch ihren Deutschnationalismus dem Nationalsozialismus den Weg bereitet, in der Person Renners den Anschluss befürwortet und keinen Widerstand gegen Hitler geleistet. Die KPÖ berief sich dabei auf ihren Funktionär Alfred Klahr, der bereits 1937 die These der Existenz eines eigenständigen österreichischen Volkes vertreten hatte. Der angegriffene Renner vollzog nun anlässlich des Gedenktages 950 Jahre Österreich eine auch für seine Gesamtpartei gültige radikale Wende:

„Der Österreicher ist im strengen Wortsinn kein deutscher Stamm. Seine Eigenart unterscheidet ihn von allen deutschen Stämmen … unser Volk besitzt so eine ausgeprägte und von allen anderen verschiedene Individualität, dass es die Eignung und auch den Anspruch dazu hat, sich zu einer selbständigen Nation zu erklären.“

Friedrich Adler schaffte diese Wende nicht. Er blieb dabei, dass er sich zuerst als Internationalist, danach als Deutscher und zuletzt erst als Österreicher fühle und wehrte sich vehement gegen die Pauschalverurteilung des deutschen Volkes, dessen demokratische Kräfte für ihn die ersten Opfer Hitlers waren. Unter anderem äußerte er in den Nachkriegsjahren:

„Wenn die ebenso reaktionäre wie widerliche Utopie einer österreichischen Nation Wahrheit würde und ich gezwungen wäre, zwischen ihr und der deutschen Nation zu wählen, würde ich mich für jene entscheiden, in der Goethes Faust, Freiligraths revolutionäre Gedichte und die Schriften von Marx, Engels und Lassalle nicht zur ausländischen Literatur gehören.“

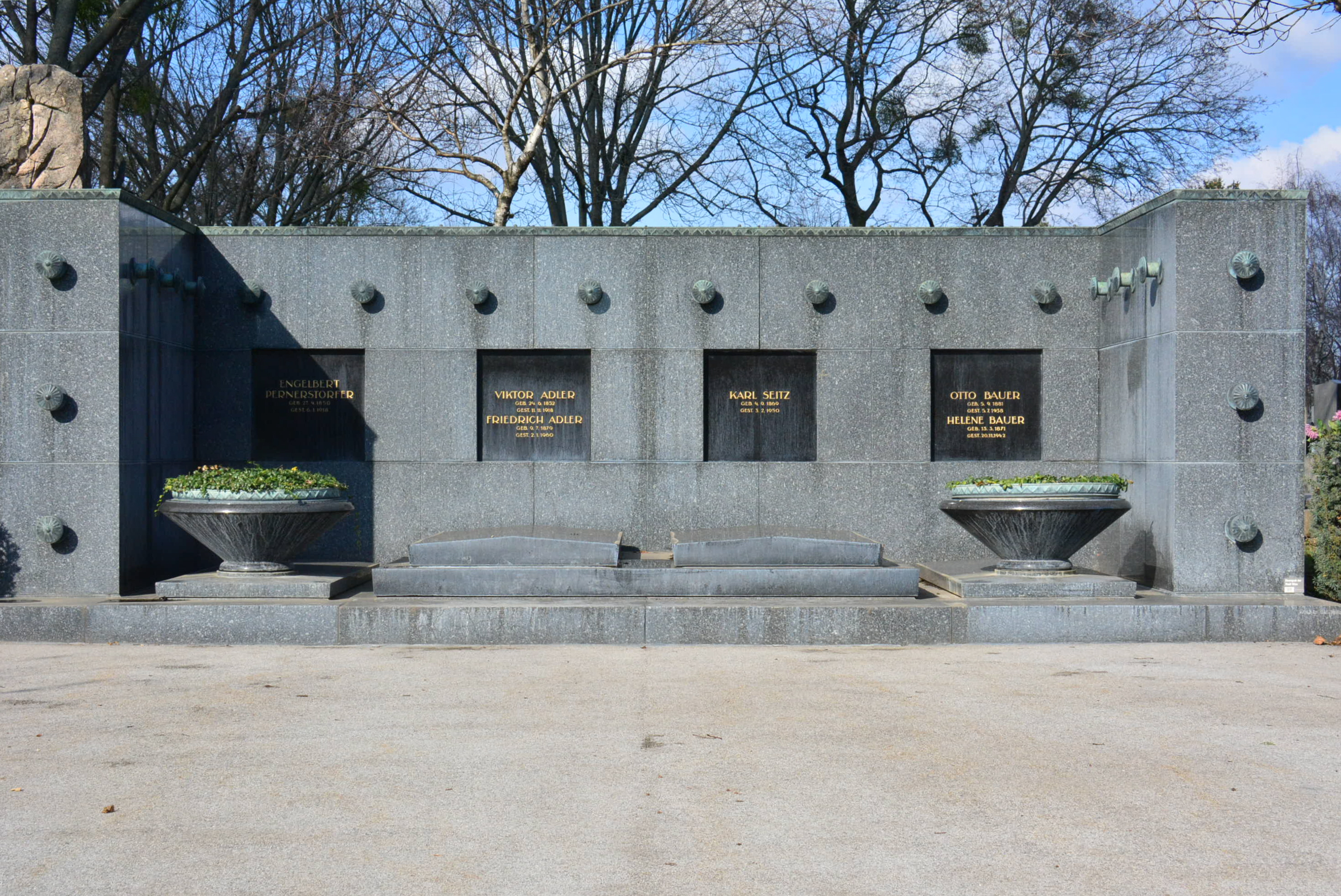
Wiener Zentralfriedhof – Grabanlage mit den letzten Ruhestätten von Victor Adler, Otto Bauer, Karl Seitz und Engelbert Pernerstorfer, in der auch Friedrich Adler bestattet ist.

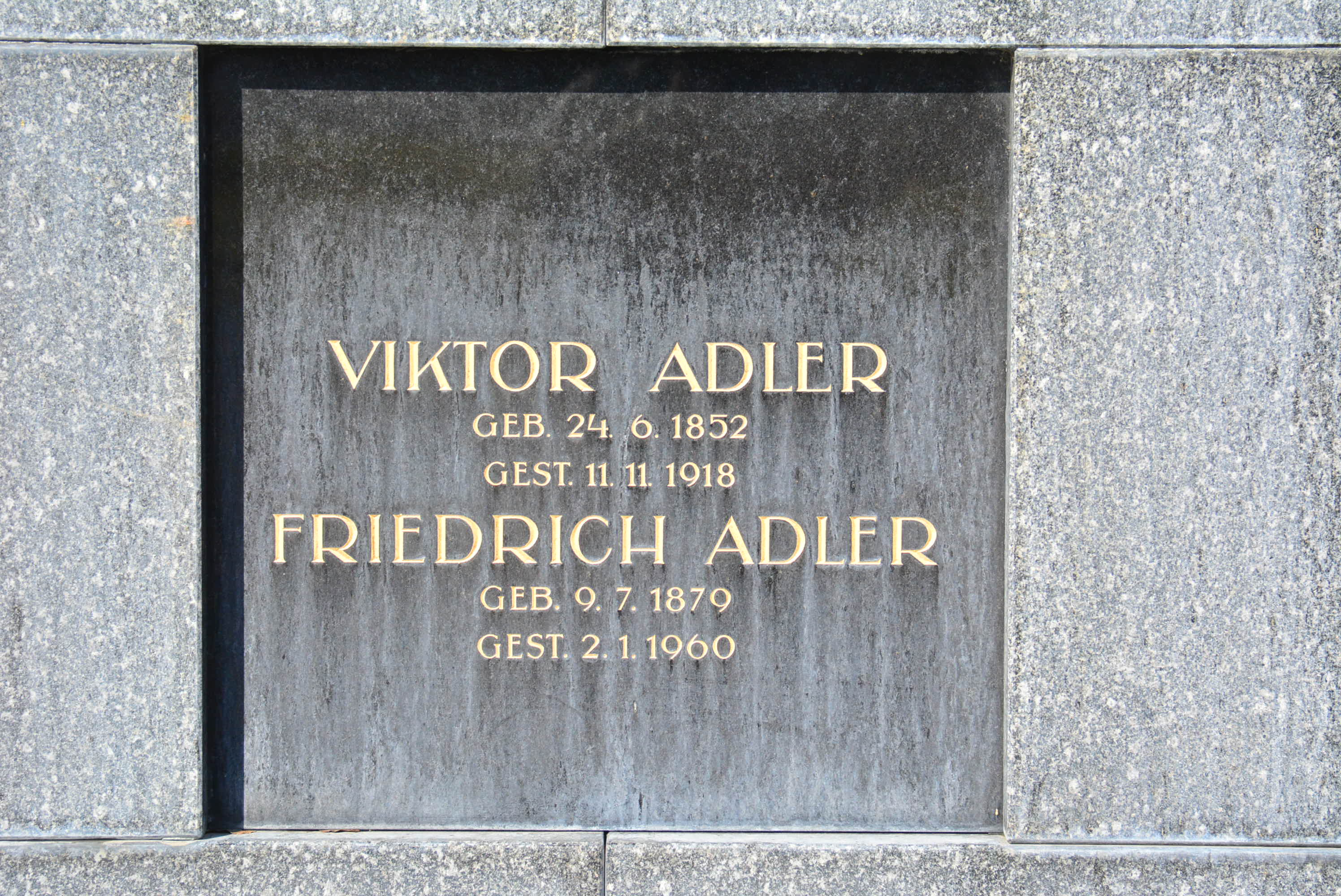
Detail

Solche Meinungen führten – öffentlich geäußert – zu einer scharfen Reaktion Renners und verfestigten in Friedrich Adler den Wunsch, sich aus der österreichischen Politik nun völlig herauszuhalten. Nachdem er 1946 nach Europa zurückgekehrt war, liquidierte er zunächst das Büro der Internationale in Brüssel, zog dann in die Schweiz, in die Nähe seiner Töchter, und widmete sich dort der Geschichte der Arbeiterbewegung. Der von ihm herausgegebene und sorgfältig kommentierte Briefwechsel seines Vaters mit Karl Kautsky und August Bebel erschien 1954. Dann begann er an seinem Hauptprojekt, der Biographie seines Vaters, zu arbeiten, hatte jedoch in den letzten Lebensjahren nicht mehr die Kraft, diese Arbeit abzuschließen.
Wien besuchte er nach dem Krieg nur noch einmal, und zwar 1952 zum 100. Geburtstag seines Vaters. Die Partei bereitete ihm einen würdigen Empfang.
Nach seinem Tod wurde er auf dem Wiener Zentralfriedhof im Grab seines Vaters bestattet. Im Jahr 1989 wurde in Wien-Favoriten (10. Bezirk) der Friedrich-Adler-Weg (⊙) nach ihm benannt.

## Wertung
Friedrich Adlers Leben war dem Sozialismus gewidmet, einem Sozialismus, der bei ihm an Religiosität grenzte:

„Der Sozialismus war für Marx und Engels eine Überzeugung, die so tief saß, dass es in Bezug auf sie keinen Zweifel geben konnte; die wissenschaftliche Begründung war erst ein Werk im nachhinein. Ich will über andere nicht urteilen, aber ich will mich bekennen, dass in meinem Leben der Sozialismus lange, bevor ich seine wissenschaftlichen Doktrinen kennen lernte und verstand, ein solch religiöses Erlebnis war…“

Adlers Sozialismus war ein Sozialismus der Tat, getragen von der Überzeugung, dass die sozialistische Gesellschaft kommen würde, dass man ihr aber die entsprechenden internationalen Rahmenbedingungen schaffen müsse. Dabei dürfe man aber keine Methoden anwenden, die auf Dauer mit den Menschenrechten unvereinbar sind. Mit dieser Einstellung, von den Gegnern als Zentrismus, von Friedrich Adler und Otto Bauer als Integraler Sozialismus bezeichnet, verfolgte er einen Mittelweg zwischen den Bolschewiki und den Reformisten, der sich als realpolitisch nicht durchsetzbar erwies.
Friedrich Adlers Leistungen für die österreichische Sozialdemokratie und für Österreich waren grundlegend für das heutige Österreich. Er war es, der während des Ersten Weltkriegs das Ende des Schulterschlusses mit der dem Untergang geweihten Monarchie einleitete. Er war es, der auf der Basis seiner Popularität, die er durch den Mord an einem Symbol der Kriegspolitik erworben hatte, nach diesem Krieg auch den linken Parteiflügel bei der Stange halten und damit den Kommunismus sowjetrussischer Prägung in seinem Land klein halten konnte. Und er war es schließlich, der während des Zweiten Weltkriegs jene umstrittene Exilpolitik prägte, welche die Konstituierung einer österreichischen Exilregierung bzw. repräsentative Auslandsvertretungen verhinderte, damit aber erst jenes Vakuum schuf, das Renner mit seiner provisorischen Regierung und freien Wahlen füllen konnte, Wahlen, die nicht deren Initiatoren – der Sowjetunion –, sondern der demokratischen Mehrheit der Österreicher die erhofften Ergebnisse und Österreich Jahre früher die Freiheit brachten als manchen Nachbarn.

## Schriften
- Ortszeit, Systemzeit, Zonenzeit und das ausgezeichnete Bezugssystem der Elektrodynamik. Eine Untersuchung über die Lorentzsche und die Einsteinsche Kinematik. Wiener Volksbuchhandlung, Wien 1920
- Ernst Machs Ueberwindung des mechanischen Materialismus. Brand, Wien 1918
- Friedrich Adler: Vor dem Ausnahmegericht. Das Attentat gegen den Ersten Weltkrieg. Hrsg.: Michaela Maier und Georg Spitaler. Promedia, Wien 2016, ISBN 978-3-85371-406-5, S. 248.
- Vor dem Ausnahmegericht; Stellungnahme bei Kriegsausbruch. Das Manifest von 3. Dezember 1915, Die Hauptverhandlung vor dem Ausnahmegericht am 18. und 19. Mai 1917, Das Verhörprotokoll der Voruntersuchung 22. Oktober bis 7. November 1916. Wien 1917
- Die Erneuerung der Internationale. Aufsätze aus der Kriegszeit. Wien 1918 Digitalisat
- Ich klage an! Chicago 1918 (Digitalisat).
- Falls der Krieg dennoch ausbrechen sollte … Verlag der Wiener Volksbuchhandlung, Wien 1929
- Briefwechsel Victor Adler. Briefwechsel mit August Bebel und Karl Kautsky. Volksbuchhandlung, Wien 1954
- Der Kampf. Sozialdemokratische Monatszeitschrift. Jahrgänge 1924–1934
- Grosse Gestalten des Sozialismus, 2 Bände. Volksbuchhandlungen, Wien 1947
- Friedrich Adler, Albert Einstein: Physik und Revolution. Briefe – Dokumente – Stellungnahmen. Löcker, 2006
- Der Bericht der britischen Gewerkschaftsdelegation über Rußland. Kritisch untersucht. Mit einem Anhang: Aufrichtige und unaufrichtige Einheitsfront. Parteivorstand der Deutschen sozialdemokratischen Arbeiterpartei in der Tschechoslowakischen Republik, Prag 1925
- Das Stalinsche Experiment und der Sozialismus. Wien 1932
- The witchcraft trial in Moscow. New York 1937
- Le Procès de Moscou et l’Internationale Ouvrière Socialiste. Paris 1932
- La guerra e la crisi della socialdemocrazia. Introduzione di Enzo Collotti. Rom 1972